# Alan Hollinghurst
Alan James Hollinghurst (Stroud, 26 de maig de 1954) és un escriptor i traductor anglès. Ha rebut nombrosos premis, incloent-hi el premi Somerset Maugham 1989, el Premi Memorial James Tait Black 1994 i el premi Booker 2004.

## Biografia
Nascut a Stroud, va estudiar a l'escola Canford de Dorset. Hollinghurst va estudiar anglès al Magdalen College d'Oxford, va rebre el Bachelor of Arts el 1975 i Master of Letters el 1979. La seva tesi va tractar les obres de Ronald Firbank, Edward Morgan Forster i L. P. Hartley, tres escriptors homosexuals. Quan era a Oxford va compartir casa amb el poeta Andrew Motion, i va ser guardonat amb el premi Newdigate de poesia el 1974, un any abans que Motion.
A la fi de 1970 es va convertir en professor al Magdalen College, i després a Somerville i al Corpus Christi. El 1981 es va traslladar a donar una conferència a la Universitat College de Londres, i el 1982 es va unir a la Times Literary Supplement, on va ser editor adjunt del diari 1985-1990.
Va guanyar el premi Booker 2004 per The Line of Beauty. La seva següent novel·la, The Stranger's Child, va ser nomenada per al premi Booker el 2011.
Hollinghurst és obertament homosexual. Viu a Londres.

## Obra publicada

### Poesia
- Isherwood is at Santa Monica (Sycamore Broadsheet 22: dos poemes), Oxford: Sycamore Press 1975
- Poetry Introduction 4 (deu poemes: 'Over the Wall', 'Nightfall', 'Survey', 'Christmas Day at Home', 'The Drowned Field', 'Alonso', 'Isherwood is at Santa Monica', 'Ben Dancing at Wayland's Smithy', 'Convalescence in Lower Largo', 'The Well'), Faber, 1978
- Confidential Chats with Boys, Oxford: Sycamore Press 1982 (basat en el llibre Confidential Chats with Boys de William Lee Howard, MD., 1911, Sydney, Australia)
- 'Mud' (London Review of Books, Vol.4 No.19, 21 d'octubre de 1982)

### Novel·les
- The Swimming Pool Library, 1988
- The Folding Star, 1994
- The Spell, 1998
- The Line of Beauty, 2004
- The Stranger's Child, 2011
- The Sparsholt Affair, 2017

### Contes
- A Thieving Boy (Firebird 2: Writing Today, Penguin, 1983)
- Sharps and Flats (Granta 43, 1993) Was incorporated into The Folding Star
- Highlights (Granta 100, 2007)

### Traduccions
- Bajazet de Jean Racine, 1991
- Bérénice de Jean Racine, 2012

### Com a editor
- New Writing 4 (amb A. S. Byatt), 1995
- Three Novels per Ronald Firbank, 2000
- A. E. Housman: poems selected by Alan Hollinghurst, 2001

## Premis i reconeixements
El 1974 Hollinghurst va ser guardonat amb el premi Newdigate i el 1989 va guanyar el premi Somerset Maugham per The Swimming Pool Library. El 1994 va obtenir el Premi Memorial James Tait Negre per The Folding Star. El 2004 va guanyar el premi Man Booker per The Line of Beauty. El 2011, la seva novel·la The Stranger's Child va ser nomenada per al premi Booker. El mateix any va rebre el premi Bill Whitehead a la trajectòria, que atorga Publishing Triangle.